# باول بي. شتاينبرغ
باول بي. شتاينبرغ (بالإنجليزية: Paul B. Steinberg)‏ هو سياسي أمريكي، ولد في 21 مارس 1940 في بروكلين في الولايات المتحدة. انتخب عضو مجلس نواب فلوريدا.